# Gingelom
Gingelom (en limburguès Gingelom) és un municipi belga de la província de Limburg a la regió de Flandes. Està compost per les seccions de Borlo, Buvingen, Jeuk, Montenaken, Niel-bij-Sint-Truiden, Mielen-boven-Aalst, Muizen, Boekhout, Vorsen i Kortijs.

## Seccions
| #    | Nom                   | Superfície (km²) | Població (01/01/2006) |
| ---- | --------------------- | ---------------- | --------------------- |
| I    | Gingelom              | 9,12             | 1.577                 |
| II   | Boekhout              | 2,62             | 291                   |
| III  | Borlo                 | 3,75             | 676                   |
| IV   | Buvingen              | 3,40             | 334                   |
| V    | Jeuk                  | 9,08             | 1.373                 |
| VI   | Kortijs               | 3,30             | 205                   |
| VII  | Mielen-boven-Aalst    | 5,99             | 904                   |
| VIII | Montenaken            | 10,94            | 1.446                 |
| IX   | Muizen                | 2,72             | 110                   |
| X    | Niel-bij-Sint-Truiden | 3,21             | 738                   |
| XI   | Vorsen                | 2,33             | 210                   |

Font:Municipi de Gingelom

## Personatges il·lustres
- Érasme-Louis Surlet de Chokier, regent de Bèlgica.